# Lewickie (przystanek kolejowy)
Lewickie – stacja kolejowa w miejscowości Lewickie-Stacja, w województwie podlaskim, w Polsce.

## Ruch pasażerski
| Rok  | Wymiana pasażerska na dobę |
| ---- | -------------------------- |
| 2017 | 0-9                        |
| 2022 | 0-9                        |

Stacja posiada trzy tory główne oraz jeden tor ładunkowy, z czego jeden z torów głównych jest zamknięty dla czynności ruchowych. Przy torze ładunkowym istniała rampa boczna, która została rozebrana. Ruch pociągów prowadzony jest przez jeden okręg nastawczy – "Lw" – z urządzeniami przekaźnikowymi i sygnalizacją świetlną. Nastawnia dysponująca pełni również funkcję strażnicy przejazdowej dla przejazdu kolejowo-drogowego na drodze powiatowej nr 1497B. Wcześniej przy południowej głowicy rozjazdowej istniał posterunek SKP. 
Stacja w różnych okresach funkcjonowała naprzemiennie pod dwoma nazwami – Lewicka i Lewickie. Pod obecną nazwą od roku 1953.
W roku 2017 na stacji miały miejsce prace modernizacyjne, obejmujące swym zakresem tor główny zasadniczy (całkowita wymiana nawierzchni), rozjazdy i urządzenia sterowania ruchem kolejowym, natomiast w latach 2018-2020 roku prowadzono remont torów głównych dodatkowych oraz przebudowano peron. Ponadto wykonano remont budynku nastawni.   

## Dojazd do dworca
Do stacji można dojechać bezpośrednio autobusami Białostockiej Komunikacji Miejskiej – linia "22".